# Stazione di Maleo
Stazione di Maleo vasútállomás Olaszországban, Lombardia régióban, Maleo településen.

## Vasútvonalak
Az állomást az alábbi vasútvonalak érintik:
- Pavia–Mantua-vasútvonal

## Kapcsolódó állomások
A vasútállomáshoz az alábbi állomások vannak a legközelebb:
- Stazione di Codogno
- Stazione di Pizzighettone